# Lars Klingbeil
Lars Klingbeil (ur. 23 lutego 1978 w Soltau) – niemiecki polityk, działacz partyjny i samorządowy, deputowany do Bundestagu, w latach 2017–2021 sekretarz generalny Socjaldemokratycznej Partii Niemiec (SPD), a od 2021 jej współprzewodniczący, w 2025 przewodniczący frakcji poselskiej SPD, od 2025 wicekanclerz oraz minister finansów w rządzie Friedricha Merza.

## Życiorys
Urodził się jako syn zawodowego żołnierza i sprzedawczyni. Szkołę średnią ukończył w miejscowości Munster. Przez kilkanaście lat grał i śpiewał w zespole Sleeping Silence. W latach 1999–2004 studiował nauki polityczne, socjologię i historię na Uniwersytecie Hanowerskim, uzyskując magisterium. Był stypendystą Fundacji im. Friedricha Eberta. Odmówił obowiązkowej służby wojskowej, wybierając w jej miejsce służbę zastępczą. Krytyczny stosunek do wojska zmienił po zamachach terrorystycznych z 11 września 2001, podczas których przebywał w Nowym Jorku na praktykach. 
Zaangażował się w działalność polityczną w ramach Socjaldemokratycznej Partii Niemiec. W latach 2001–2003 był pracownikiem biura poselskiego Gerharda Schrödera i Heina Wiesego, a od 2004 do 2005 specjalistą do spraw edukacji młodzieży w centrali SPD w Nadrenii Północnej-Westfalii. W latach 2001–2016 zasiadał w radzie miasta Munster, a w latach 2006–2018 pełnił funkcję radnego powiatu Heidekreis.
Na początku 2005 objął mandat posła do Bundestagu w miejsce Janna-Petera Janssena, który ustąpił w związku z kontrowersjami dotyczącymi uzyskiwanego wynagrodzenia. Wykonywał go do końca kadencji w tym samym roku. W latach 2005–2009 kierował biurem poselskim Garrelta Duina. W 2009 powrócił do niższej izby federalnego parlamentu. Mandat deputowanego utrzymywał w wyniku kolejnych wyborów w 2013, 2017, 2021 i 2025. Był długoletnim członkiem komisji obrony; w przeciwieństwie do większości polityków SPD opowiedział się za zwiększeniem wydatków na wojsko.
W 2017 objął stanowisko sekretarza generalnego Socjaldemokratycznej Partii Niemiec. W grudniu 2021 został wybrany na współprzewodniczącego SPD (w ramach parytetu z Saskią Esken); zastąpił na tej funkcji Norberta Waltera-Borjansa. Od lutego do maja 2025 był przewodniczącym frakcji SPD w Bundestagu. W maju 2025 objął stanowiska wicekanclerza oraz ministra finansów w nowo powołanym koalicyjnym rządzie Friedricha Merza. W czerwcu 2025 ponownie wybrany na przewodniczącego partii przez partyjną konwencję (tym razem wspólnie z Bärbel Bas).